# Упразднённые населённые пункты Ялты
Исчезновение большинства селений большой Ялты произошло в послереволюционные годы и было связано, в основном с включением в состав других населённых пунктов. Сведения об упразднённых в послевоенные годы отражены, в основном, в справочниках «Крымская область. Административно-территориальное деление на 1 января 1968 года» и «Крымская область. Административно-территориальное деление на 1 января 1977 года», информация об исчезнувших после 1985 года содержится на сайте Верховной рады Украины.

## Селения, включённые в состав других населённых пунктов

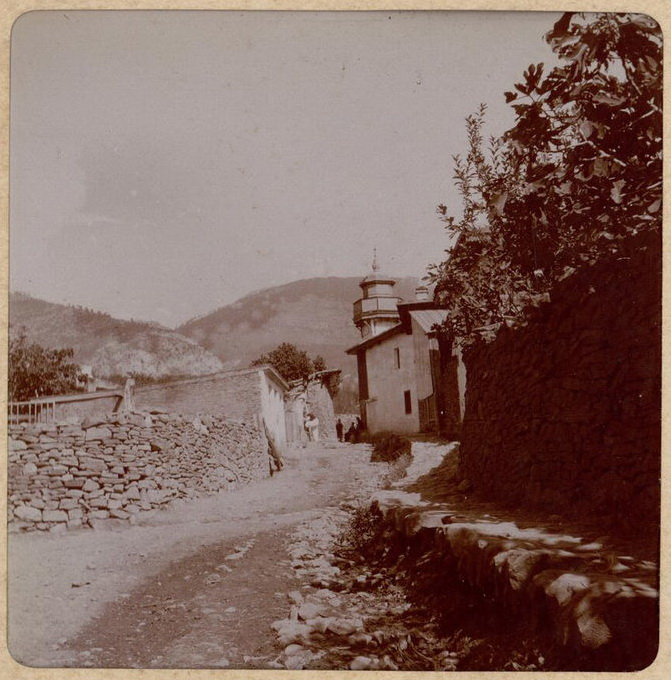
Деревня Ай-Василь, в 1905 году в бытность отдельным населённым пунктом. Фото Joseph Berthelot de Baye (1853—1931)

| Сёла, включённые в состав других населённых пунктов | Сёла, включённые в состав других населённых пунктов | Сёла, включённые в состав других населённых пунктов | Сёла, включённые в состав других населённых пунктов | Сёла, включённые в состав других населённых пунктов |
| Село                                                | К кому присоединено                                 | Старое название                                     | Годы включения                                      |                                                     |
| --------------------------------------------------- | --------------------------------------------------- | --------------------------------------------------- | --------------------------------------------------- | --------------------------------------------------- |
| Ароматное                                           | Восход                                              | ранее Наташино                                      | с 1968 по 1974 год                                  |                                                     |
| Бекетово                                            | Парковое                                            | до 1948 года Кучук-Кой                              | с 1968 по 1977 год                                  |                                                     |
| Васильевка                                          | Ялта                                                | до 1945 года Ай-Василь                              | с 1960 по 1968 год                                  |                                                     |
| Дорожное                                            | Восход                                              | до 1962 года Джимиет                                | с 1968 по 1977 год                                  |                                                     |
| Мисхор                                              | Кореиз                                              | —                                                   | 1958 год                                            |                                                     |
| Снитовское                                          | Санаторное                                          | до 1948 года Мухалатка                              | с 1968 по 1974 год                                  |                                                     |
| Сосняк                                              | Восход                                              | —                                                   | с 1968 по 1977 год                                  |                                                     |
| Ущельное                                            | Ялта                                                | до 1945 года Дерекой                                | с 1954 по 1960 год                                  |                                                     |
| Чехово                                              | Ялта                                                | до 1945 года Аутка                                  | с 1968 по 1974 год                                  |                                                     |
| Южное                                               | Санаторное                                          | до 1945 года Мшатка                                 | с 1968 по 1977 год                                  |                                                     |

## Малоупоминаемые населённые пункты
О некоторых населённых пунктах в доступных источниках встречаются одно-два упоминания, иногда даже установить их точное местоположение пока не представляется возможным:
- Ай-Тодор — встречается в Списке населённых пунктов Крымской АССР по Всесоюзной переписи 17 декабря 1926 года, согласно которому в селе Гаспринского сельсовета Ялтинского района, числилось 103 двора, из них 5 крестьянских, население составляло 236 человек, из них 116 русских, 75 украинцев, 31 крымский татарин, 3 еврея, 2 белоруса, 1 немец, 1 грек, 1 латыш, 4 записаны в графе «прочие»[4].
- Весёлое — встречается в «Справочнике административно-территориального деления Крымской области на 15 июня 1960 года» как посёлок Оползневского сельсовета[5], на 1 января 1968 года" в составе Симеизского поссовета[1]. К 1974 году[6] включён в состав села Оползневое[2]
- Дачное — встречается в «Справочнике административно-территориального деления Крымской области на 15 июня 1960 года» как посёлок Оползневского сельсовета[5], на 1 января 1968 года" в составе Симеизского поссовета[1]. К 1974 году[6] включён в состав пгт Береговое[2].
- Зелёное — встречается в «Справочнике административно-территориального деления Крымской области на 15 июня 1960 года» как посёлок Оползневского сельсовета[5], на 1 января 1968 года" в составе Симеизского поссовета[1]. К 1974 году[6] включён в состав села Оползневое[2].
- Золотой Пляж — встречается в «Справочнике административно-территориального деления Крымской области на 15 июня 1960 года» как посёлок Ливадийского поссовета[5]. К 1974 году[6] включён в состав пгт Курпаты[2].
- Комсомольское — встречается в «Справочнике административно-территориального деления Крымской области на 15 июня 1960 года», согласно которому посёлок входил в состав Чеховского поссовета[5][1]. К 1974 году[6] включён в состав пгт Виноградное[2].
- Красное — встречается в «Справочнике административно-территориального деления Крымской области на 15 июня 1960 года» как посёлок урзуфского поссовета[5]. К 1974 году[6] включён в состав села Даниловка[2].
- Мастынка — встречается в Списке населённых пунктов Крымской АССР по Всесоюзной переписи 17 декабря 1926 года, согласно которому в селе Алупкинского сельсовета Ялтинского района, числилось 23 двора, все некрестьянские, население составляло 73 человека, из них 67 крымских татар, 5 русских и 1 немец[4].
- Нижняя Ореанда — встречается в «Справочнике административно-территориального деления Крымской области на 15 июня 1960 года» как посёлок Ливадийского поссовета[5]. К 1974 году[6] включён в состав пгт Ореанда[2].
- Пионерское — встречается в «Справочнике административно-территориального деления Крымской области на 15 июня 1960 года» как посёлок урзуфского поссовета[5]. К 1974 году[6] включён в состав пгт Гурзуф[2].
- Приветное — встречается в «Справочнике административно-территориального деления Крымской области на 15 июня 1960 года» как посёлок Гурзуфского поссовета[5]. К 1974 году[6] включён в состав пгт Гурзуф[2].
- Приятное Свидание — встречается в Списке населённых пунктов Крымской АССР по Всесоюзной переписи 17 декабря 1926 года, согласно которому в селе Гурзуфского сельсовета Ялтинского района, числилось 25 дворов, все крестьянские, население составляло 98 человек, из них 50 греков, 39 русских, 8 крымских татар, 1 латыш[4].